# Pireneje Środkowe

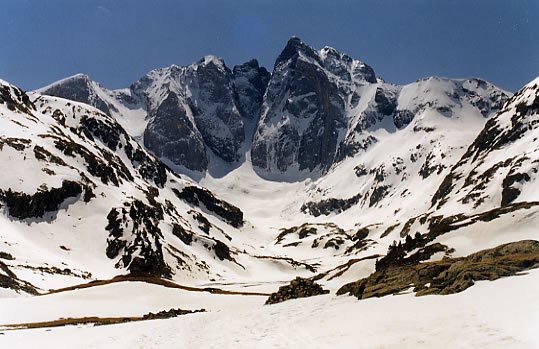
Vignemale

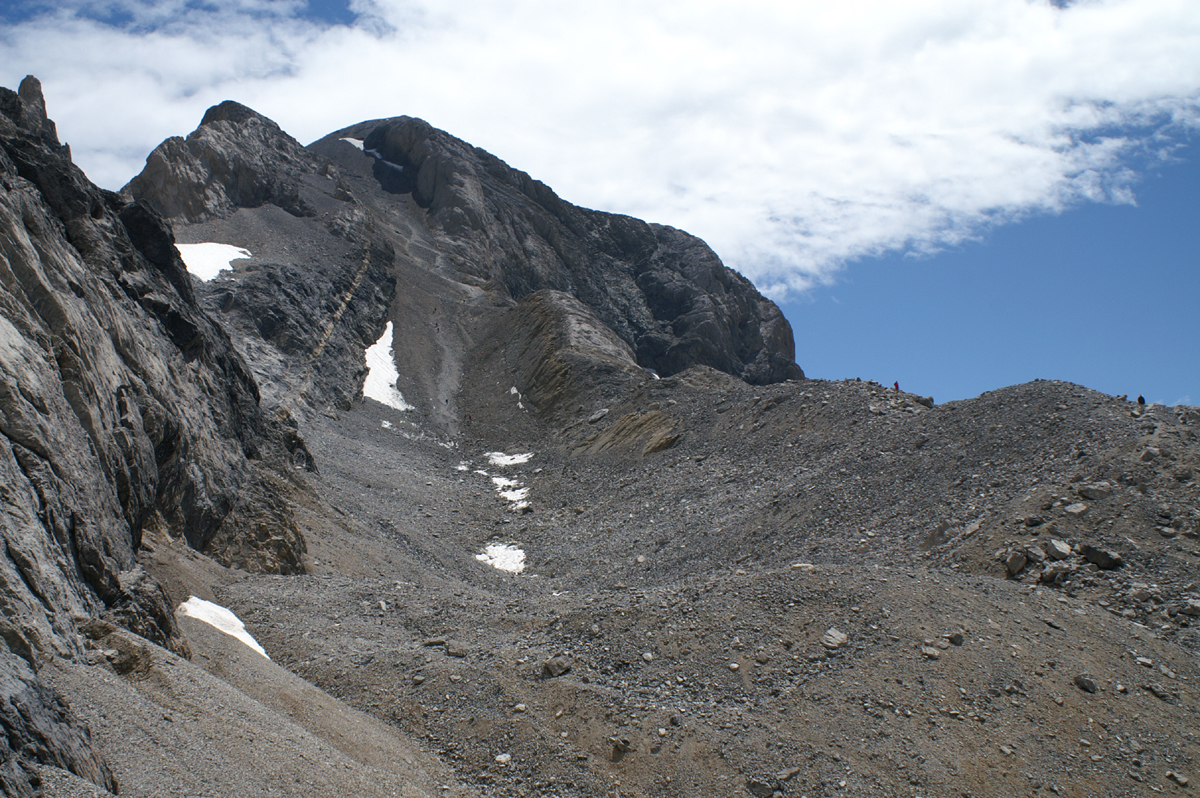
Monte Perdido

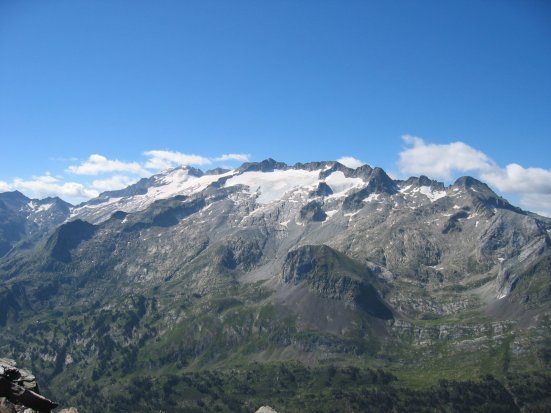
Pico de Aneto

Pireneje Środkowe (również Pireneje Centralne, fr. Pyrénées centrales, hiszp. Pirineos Centrales, arag. Perineus zentrals, kat. Pirineus Centrals) - pasmo górskie, część Pirenejów. Leży na granicy między Hiszpanią a Francją. Rozciągają się na wschód od przełęczy Somport aż do Val d’Aran. Jest to najwyższa część Pirenejów. Dzielą się na kilka podgrup, z których największa to Benasque, gdzie leży Aneto - najwyższy szczyt całych Pirenejów.
Najwyższe szczyty:
- Pireneje środkowo-zachodnie:
- Vignemale (3298 m n.p.m.)
- Clot de la Hount (3289 m n.p.m.)
- Pic de Cerbillona (3247 m n.p.m.)
- Pic Central (3235 m n.p.m.)
- Pic de Montferrat (3219 m n.p.m.)
- Pointe Chausenque (3204 m n.p.m.)
- Piton Carré (3197 m n.p.m.)
- Pic Long (3192 m n.p.m.)
- Pic de Campbieil (3173 m n.p.m.)
- Pic Badet (3160 m n.p.m.)
- Grand Pic de Tapou (3150 m n.p.m.)
- Balaitus (3146 m n.p.m.)
- Néouvielle (3091 m n.p.m.)
- Petit Vignemale (3032 m n.p.m.)
- Pic de Bugarret (3031 m n.p.m.)
- Pic Ramougn (3011 m n.p.m.)
- Gran Facha (3005 m n.p.m.)
- Pic Palas (2974 m n.p.m.)
- Pic de Bugatet (2877 m n.p.m.)
- Collarada (2886 m n.p.m.)
- Midi d’Ossau (2885 m n.p.m.)
- Arbizon (2831 m n.p.m.)
- Pic d’Arriel (2824 m n.p.m.)
- Pic du Piméné (2801 m n.p.m.)
- Peña Telera (2764 m n.p.m.)
- Moun Né (2724 m n.p.m.)
- Lenquo de Capo (2716 m n.p.m.)

- Ordesa i Monte Perdido:
- Monte Perdido (3355 m n.p.m.)
- Cilindro de Marboré (3325 m n.p.m.)
- Soum de Ramond (3259 m n.p.m.)
- Marboré (3248 m n.p.m.)
- Pic du Taillon (3146 m n.p.m.)
- Épaule du Marboré (3073 m n.p.m.)
- Turon de Néouvielle (3035 m n.p.m.)
- Tour du Marboré (3009 m n.p.m.)
- Casque du Marboré (3006 m n.p.m.)
- Pic Bazillac (2975 m n.p.m.)

- Pineta i dolina Bielsa:
- Pic de la Munia (3134 m n.p.m.)
- Pic de Serre Mourène (3090 m n.p.m.)
- Pic de Troumouse (3085 m n.p.m.)
- Astazou (3071 m n.p.m.)
- Petit Astazou (3012 m n.p.m.)

- Gistaín/Chistau:
- Pic Schrader (3177 m n.p.m.)
- Punta Sabre (3136 m n.p.m.)
- Pointe de Literole (3132 m n.p.m.)
- Pic de Royo (3121 m n.p.m.)

- Benasque:
- Aneto (3404 m n.p.m.)
- Mont Posets (3375 m n.p.m.)
- Pico Maldito (3350 m n.p.m.)
- Pico Espadas (3332 m n.p.m.)
- Pico de la Maladeta (3312 m n.p.m.)
- Tempestades (3290 m n.p.m.)
- Margalida (3241 m n.p.m.)
- Pic de Perdiguere (3222 m n.p.m.)
- Pico Russell (3205 m n.p.m.)
- Pic du Milieu (3130 m n.p.m.)
- Gourgs Blancs (3129 m n.p.m.)
- Pavots (3121 m n.p.m.)
- Pico de Alba (3118 m n.p.m.)
- Pic des Crabioules (3116 m n.p.m.)
- Pic de Maupas (3109 m n.p.m.)
- Vallibierna (3067 m n.p.m.)
- Gran Eriste (3053 m n.p.m.)
- Pico Argualas (3046 m n.p.m.)
- Mulleres (3010 m n.p.m.)
- Pic de Font Blanca (2904 m n.p.m.)
- Pic de Sauvegarde (2738 m n.p.m.)
- Pic du Crabere (2629 m n.p.m.)
- Pic des Redouneilles (2485 m n.p.m.)
- Pique d’Endron (2472 m n.p.m.)

- Luchon:
- Pico Lézat (3107 m n.p.m.)
- Pic des Spijeoles (3066 m n.p.m.)
- Grand Quayrat (3060 m n.p.m.)